# Murenase! Seton Gakuen
Murenase! Seton Gakuen (群れなせ！シートン学園), também conhecida como Seton Academy: Join the Pack!, é uma série de mangá escrita e ilustrada por Bungo Yamashita. Foi serializado online através do aplicativo e site Cycomi de Cygames de maio de 2016 a maio de 2021, sendo compilado em seis volumes tankōbon por Kodansha e Shogakukan. Uma adaptação do anime produzida por Studio Gokumi, foi exibido no Japão em 7 de janeiro de 2020.

## Personagens
- Ranka Ōkami (大狼ランカ, Ōkami Ranka)
- Jin Mazama (間様人, Mazama Jin)
- Hitomi Hino (牝野瞳, Hino Hitomi)
- Yukari Komori (子守ユカリ, Komori Yukari)
- Miyubi Shisho (獣生ミユビ, Shisho Miyubi)
- Kurumi Nekomai (猫米クルミ, Nekomai Kurumi)
- Meimei (苺苺 (メイメイ), Meimei)

## Média

### Mangá
| N.º | Data de lançamento                                                  | ISBN              |
| --- | ------------------------------------------------------------------- | ----------------- |
| 1   | 28 de julho de 2017 (Kodansha) 30 de abril de 2020 (Shogakukan)     | 978-4-06-509207-1 |
| 2   | 29 de setembro de 2017 (Kodansha) 30 de abril de 2020 (Shogakukan)  | 978-4-06-509216-3 |
| 3   | 28 de dezembro de 2017 (Kodansha) 30 de abril de 2020 (Shogakukan)  | 978-4-06-509229-3 |
| 4   | 28 de fevereiro de 2018 (Kodansha) 30 de abril de 2020 (Shogakukan) | 978-4-06-509250-7 |
| 5   | 29 de junho de 2018 (Kodansha) 30 de abril de 2020 (Shogakukan)     | 978-4-06-511871-9 |
| 6   | 30 de novembro de 2018 (Kodansha) 30 de abril de 2020 (Shogakukan)  | 978-4-06-513675-1 |

### Anime
A adaptação do anime foi anunciada por Cygames em 4 de outubro de 2019. A série animada produzido por Studio Gokumi e dirigida por Hiroshi Ikehata, com roteiro de Shigeru Murakoshi e Masakatsu Sasaki desenhando os personagens. Yōsuke Yamashita, Yusuke Katō e Tomoya Kawasaki são responsáveis pela composição da música. Foi exibido em 7 de janeiro de 2020 no canal Tokyo MX, SUN, KBS, BS11 e Animax. O tema de abertura é Gakuen Sōkan Zoo (学園壮観Zoo) interpretado por Hina Kino, Haruki Ishiya, Yume Miyamoto, Misaki Kuno, Konomi Kohara e Sora Tokui e o tema de encerramento é "Ōkami Blues" (オオカミブルース) de Hina Kino. 

### Episódios
| N.º | Título em português Título original | Exibição original       |
| --- | --- | ----------------------- |
| 1   | "Ranka, a chefe loba" Transliteração: "O okami oyabum bosu Ranka" (em japonês: おおかみ親分ボス ランカ)                                  | 7 de janeiro de 2020    |
| 2   | "Por que as mulheres comem xxx?" Transliteração: "Naze mesu-tachi wa ￮￮￮ o kuchi ni suru ka" (em japonês: なぜ雌達は○○○を口にするか)     | 13 de janeiro de 2020   |
| 3   | "Quem se despe com quem quer" Transliteração: "Aisuru mono-tachi to nugu mono" (em japonês: 愛するものたちと脱ぐもの)                    | 20 de janeiro de 2020   |
| 4   | "O jovem com seu próprio estilo e a loba gigante" Transliteração: "Jishō shōnen to dai ōkami" (em japonês: 自称少年と大狼)               | 27 de janeiro de 2020   |
| 5   | "Quem tem coragem?" Transliteração: "Dare ka yūkan deatta ka?" (em japonês: 誰が勇敢であったか？)                                        | 4 de fevereiro de 2020  |
| 6   | "A lenda da menina panda" Transliteração: "On'na kuma neko no denki" (em japonês: 女熊猫の伝記)                                          | 10 de fevereiro de 2020 |
| 7   | "O habitat selvagem de um animal perturbado" Transliteração: "Nayami Shi-kemono no Yasei-teki Shūkan" (em japonês: 悩みし獣の野性的習慣) | 18 de fevereiro de 2020 |
| 8   | "O bardo da praia" Transliteração: "Umi no Gin'yū shijin" (em japonês: 海の吟遊詩人)                                                     | 25 de fevereiro de 2020 |
| 9   | "A lenda do animal ecológico" Transliteração: "Dōbutsu seitai-den" (em japonês: 動物生態伝)                                              | 3 de março de 2020      |
| 10  | "Um Selvagem Gentil" Transliteração: "Ichi nin no Onwana yabanjin" (em japonês: 一人の穏和な野蛮人)                                      | 10 de março de 2020     |
| 11  | "Espécies Extintas e uma Estatística Primitiva" Transliteração: "Zetsumetsushu to genshi teki bōryaku" (em japonês: 絶滅種と原始的謀略)  | 17 de março de 2020     |
| 12  | "Os estudantes animais que eu sei" Transliteração: "Ore no shiru gakusei dōbutsu" (em japonês: オレの知る学生動物)                       | 24 de março de 2020     |